# هيئة الطيران المدني الباكستانية
هيئة الطيران المدني الباكستانية ( PCAA ) (بالأردوية:  ادارہ شہری ہوابازی پاکستان)‏ هي هيئة مستقلة مملوكة للدولة الباكستانية و تخضع للسيطرة الإدارية لوزارة الطيران الباكستانية ، والتي تشرف وتنظم جميع جوانب الطيران المدني في باكستان. يقع المكتب الرئيسي لـهيئة الطيران المدني الباكستانية في المبنى رقم 1 بمطار جناح الدولي في كراتشي بباكستان .  هي دولة عضو في منظمة الطيران المدني الدولي .  ما يقرب من 44 مطارًا مدنيًا في باكستان مملوكة ومدارة من قبل هيئة الطيران المدني الباكستانية .  

## أنظر أيضاً
- قوة أمن المطارات
- مطار علامة إقبال الدولي
- معهد تدريب الطيران المدني
- مطار اسلام اباد الدولي
- مطار جناح الدولي
- قائمة شركات الطيران الباكستانية
- قائمة المطارات في باكستان
- الخطوط الجوية الباكستانية الدولية
- دائرة الأرصاد الجوية الباكستانية

## روابط خارجية
- هيئة الطيران المدني الباكستانية نسخة محفوظة 11 September 2019 على موقع واي باك مشين.